# Nikola Vapcarov
Nikola Jonkov Vapcarov, bulharsky Никола Йонков Вапцаров (7. prosince 1909, Bansko, Bulharsko – 23. července 1942, Sofie) byl bulharský básník a aktivista komunistické orientace. Za svého národního básníka ho považují v Bulharsku i v Severní Makedonii.

## Životopis
Narodil se v rodině bulharského revolucionáře Jonka Vapcarova. V roce 1926 začal studovat na námořní technické škole ve Varně, kde absolvoval v roce 1932. Sloužil poté na palubě lodi Burgas, jako námořník navštívil Istanbul, Alexandrii, Bejrút či Port Said. Posléze pracoval v Balabanovově dřevařské továrně v Kočerinovu.

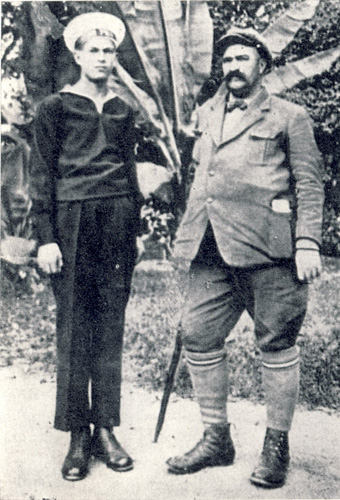
Nikola a Jonko Vapcarov

Organizoval též ochotnické divadlo a spolupracoval s Bulharskou komunistickou stranou. V roce 1936 byl kvůli pracovnímu úrazu propuštěn a přestěhoval se do Sofie. Zde pracoval jako technik a hasič na železnici. V Sofii začal psát poezii. Roku 1940 se nechal přemluvit Georgi Karaslavovem a vydal sbírku básní Písně motorů, jedinou knihu, která vyšla za jeho života. Ve stejném roce vedl kampaň za podpis sovětsko-bulharské smlouvy o přátelství a vzájemné pomoci, za což byl zatčen a internován v obci Godech. Bulharský car Boris III. se poté spojil s hitlerovským Německem, Němci však preventivně zemi stejně obsadili.
V té době se Vapcarovovi podařilo uprchnout a zapojit se do protifašistického odboje. Fašisté však měli v odboji tajného agenta, který jeho velkou část, včetně Vapcarova, udal. 4. března 1942 byl zatčen bulharskými úřady, čtyři měsíce mučen a nakonec 23. července zastřelen, spolu s dalšími dvanácti bulharskými antifašisty.
Po válce se jeho sbírka básní Písně motorů stala výkladní skříní nového režimu a byla přeložena do 30 jazyků.

## Česká vydání
- Z díla, Praha: Mladá fronta 1953, přeložil Kamil Bednář
- Zpěv: výbor veršů, Praha: Československý spisovatel 1982, přeložil Vlastimil Maršíček.